# Mokré Lazce
Mokré Lazce (niem. Mokrolasetz) – wieś w Czechach w kraju morawsko-śląskim w powiecie Opawa. W 2006 roku wieś zamieszkiwało 1095 osób.
W 1377 wzmiankowane zostały sąsiadujące na wschodzie Suché Lazce, obecnie dzielnica Opawy, z wyróżniającym przymiotnikiem (od niemieckiego dürr – suchy), a więc najpewniej istniały też już Mokré Lazce, choć wprost wymienione zostały dopiero w XV wieku. W miejscowej gwarze laskiej nazwa wymawiana była jako Mokre Łazce i wywodzi się od słowa łaz oznaczającego trzebież w lesie przez wypalenia lub wykopanie (l.mn. w języku polskim łazy), przymiotnik Mokry od (mokrej) doliny rzeki Opawy
W Mokrych Lazcach urodził się czeski historiograf i geograf Vladimír Blucha (ur. 1931).